# Фрикс (Еврипид)
«Фрикс» (др.-греч. Φρίξος) — название двух трагедий древнегреческого драматурга Еврипида, которые обычно обозначают номерами — «Фрикс первый» и «Фрикс второй». «Фрикса первого» предположительно датируют 416 или 412 годом до н. э., но есть и альтернативные гипотезы. «Фрикса вторго» относят к 413 или 412 году до н. э. Текст пьес утрачен за исключением отдельных небольших отрывков, но в оксиринхских папирусах был обнаружен гипотесис (пересказ содержания).
Заглавный герой пьес — мифологический герой, сын фессалийского царя Афаманта, который из-за козней мачехи Ино был предназначен в жертву богам, но в последний момент спасся и бежал в Колхиду. Известно, что во «Фриксе первом» Ино подделала ответ Аполлона Дельфийского, но помогавший ей старый слуга в последний момент во всём раскаялся перед Афамантом (текст сцены с очной ставкой сохранился). Во «Фриксе втором» предположительно царь отдал жену на расправу сыну, но Дионис спас Ино, наслав на Фрикса и его сестру Геллу безумие. После этого мать Фрикса Нефела прислала ему златорунного барана, «проводника к колхам». По-видимому, Дионис появлялся на сцене в финале.
Трагедию с таким названием написал и Софокл. Её текст тоже утрачен.